# Armando Bini
Armando Bini (Pisa, 1º ottobre 1887 – Milano, 31 ottobre 1954) è stato un tenore italiano.
Nato in Piazza delle Vettovaglie a Pisa giovanissimo svolse il mestiere di idraulico. Fortuitamente ebbe dei primi rudimenti musicali da una maestra di musica, la prof.ssa Antoni, che lo indirizzò per prima al canto e lo incoraggiò allo studio della musica.
Recatosi a Milano per il servizio militare, ebbe l'occasione di debuttare presso il Teatro Carcano nel 1914, nel ruolo di Fernando della Favorita di Donizetti. Sempre presso questo teatro, nello stesso anno, come da richiesta degli organizzatori si esibì anche nel Don Pasquale e nel Barbiere di Siviglia  di Rossini, nel ruolo di Almaviva.
Da qui una carriera che lo porterà a cantare in numerosi teatri d'Italia, tra cui: Firenze (Teatro Nazionale), Catania (Teatro Pacini, Duca di Mantova nel Rigoletto, Don Alvaro ne La forza del destino, Nemorino nell'Elisir d'amore e il Conte ne Il barbiere di Siviglia), Milano (Teatro Lirico) nel 1917, Novara (Teatro Coccia) nel 1922 nella Traviata, Bari (Teatro Margherita e Teatro Petruzzelli nel '38), Rovigo, Chioggia, Adria, Prato, Loreto. Nel 1926 alla Fenice di Venezia si esibì in Madama Butterfly a fianco della famosa cantante Carmen Melis il soprano che sarebbe stata poi, l'insegnante della grande Renata Tebaldi e di Adriana Maliponte. Nel 1929 fu protagonista in Madama Butterfly al Coccia di Novara al fianco del soprano Teiko Kiwa. Nella sua Pisa, al Teatro Verdi nel 1931, fu ottimo interprete di Pinkerton, sempre in Butterfly, con protagonista il soprano Tamaki Miura la prima giapponese al mondo ad interpretare il personaggio di Cio-Cio-San. Sempre a Pisa fu attivo anche al Teatro Politeama in diverse produzioni.
Si esibì anche all'estero, Rodolfo ne La bohème a Bastia in Corsica nel 1920 e in una tournée nei Paesi Bassi, dove fu insignito ad Amsterdam del Cavalierato del Regno dei Paesi Bassi grazie ai successi ottenuti con La Traviata al Teatro Paleis di Amsterdam ed al Groote Schouwburg di Rotterdam nel 1921
Alcune delle sue ultime recite lo videro nel 1951 interprete secondario nel Barbiere di Siviglia di Rossini, al Knightshall di Malta, nel ruolo di Fiorello, a fianco del grande Tito Gobbi (Figaro), Pasquale Lombardo (Bartolo), Ezio De Giorgi (Almaviva) e Tina Vannoni (Rosina). Direttore Alfredo Strano.

## Curiosità e aneddoti
Il pubblico pisano, in occasione di un concerto in suo onore, in segno di ammirazione, gli donò un bastone con il pomo d'oro ed un portafoglio con 1500 Lire.
A Desenzano del Garda, ospite della signora Amundsen, zia del grande esploratore Roald Amundsen, in un grande galà-concerto vocale, cadde malamente e si fratturò una spalla, così fu costretto a restare per due anni fuori dalle scene.
Al Politeama di Palermo nel 1931, scritturato per tre rappresentazioni, ne effettuò ben quattordici col seguente programma: Barbiere, Cavalleria, Lucia e Traviata ottenendo entusiastici successi di pubblico e di critica. Scrivono i giornali dell'epoca: " Il pubblico di Palermo ha mostrato d'apprezzare moltissimo la sua voce chiara, il suo scandito fraseggio e l'arte scenica ricca di esperienza e di effetto, suscitando grandi entusiasmi e vivissime dimostrazioni d'ammirazione con richieste insistenti di bis ed applausi a scena aperta ed al finire di ogni atto
| Controllo di autorità | Europeana agent/base/34130 |